# Gruppo del Nuvolau
Il Gruppo del Nuvolau è un gruppo montuoso delle Dolomiti, situato nel comune di Cortina d'Ampezzo e in parte nel comune di San Vito di Cadore e di Colle Santa Lucia, tra il passo Falzarego a nord-ovest e il passo Giau a sud-est, a cavallo tra la Val Cordevole e la Val Boite. Tra i meno estesi dei gruppi delle Dolomiti, è caratterizzato da formazioni rocciose ardite e ricche di punte, tra cui spiccano le audaci Cinque Torri di Averau e culmina con l'Averau (detto anche Nuvolau Alto) a 2.647 m s.l.m.

## Classificazione

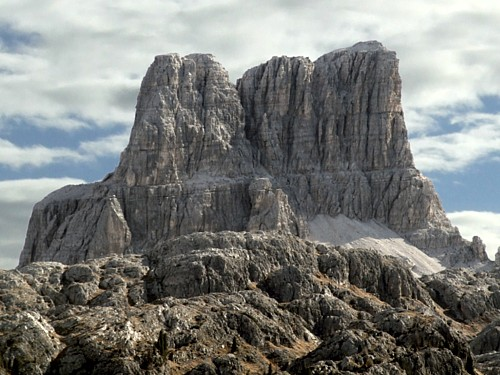
Averau

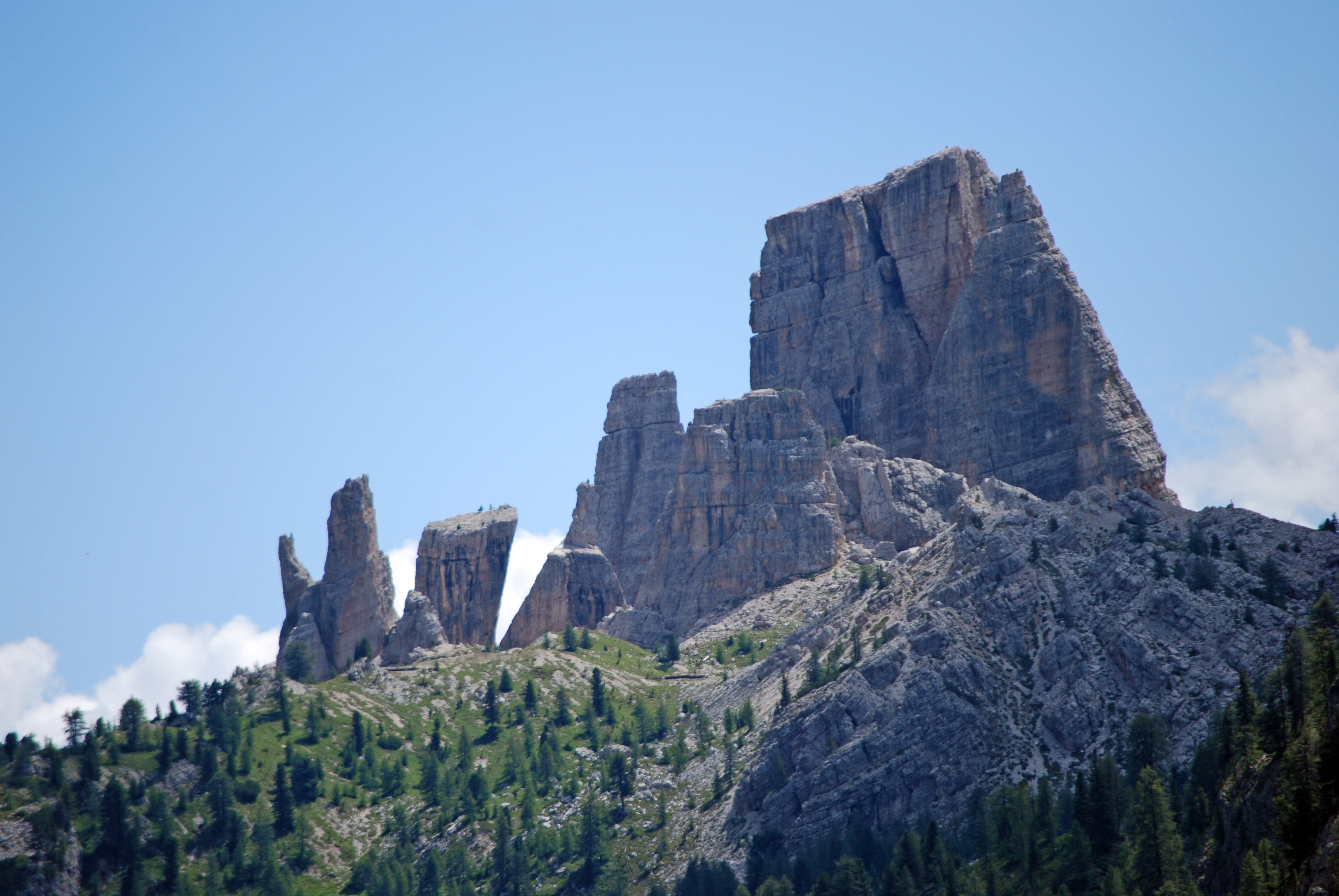
Le Cinque Torri.

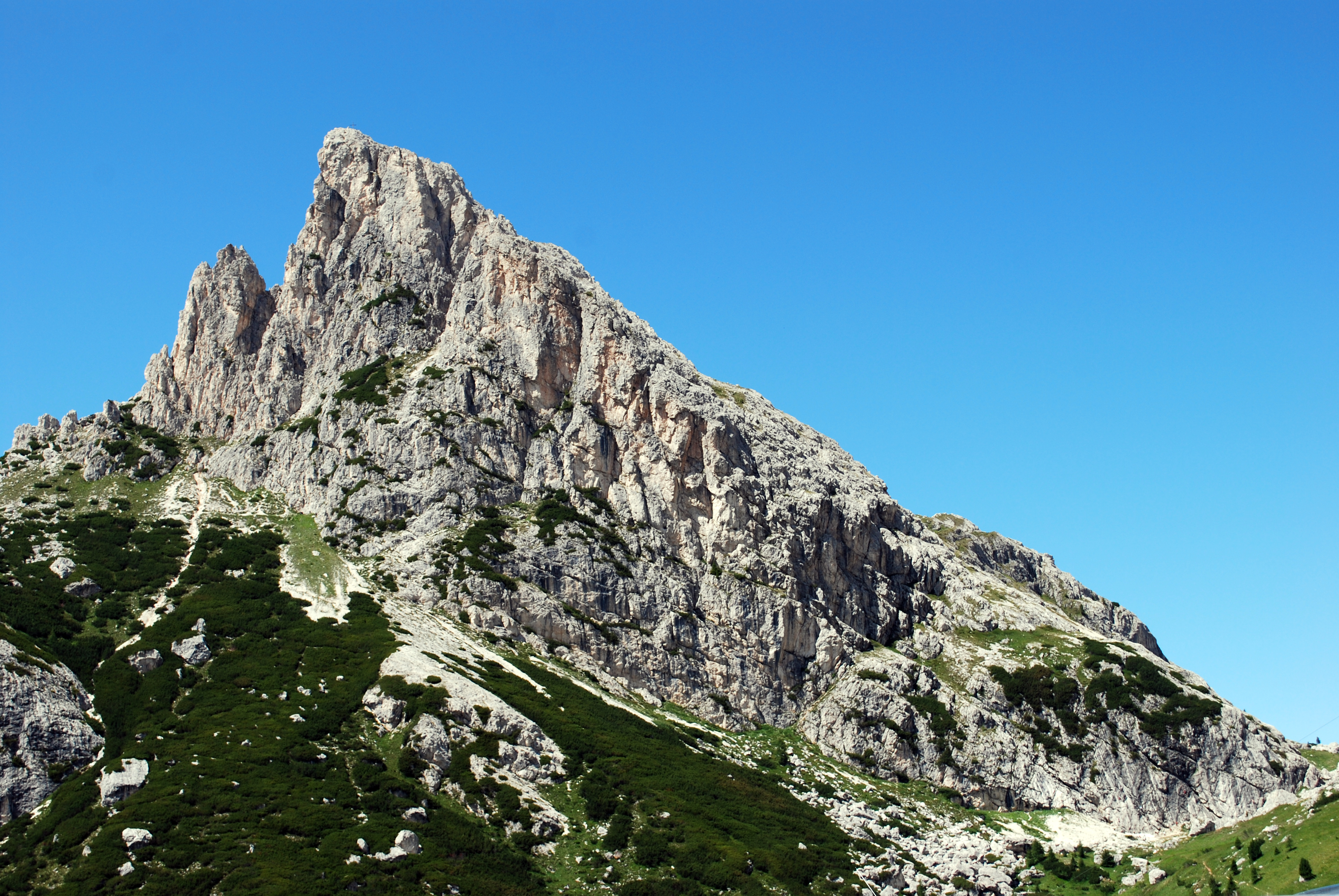
Sass de Stria

Secondo la SOIUSA il Gruppo del Nuvolau ha la seguente classificazione:
- Grande Parte = Alpi Orientali
- Grande Settore = Alpi Sud-orientali
- Sezione = Dolomiti
- Sottosezione = Dolomiti di Sesto, di Braies e d'Ampezzo
- Supergruppo = Dolomiti Ampezzane
- Gruppo = Gruppo del Nuvolau
- Codice = II/C-31.I-D.16

## Suddivisione
La SOIUSA suddivide il Gruppo del Nuvolau in due sottogruppi:
- Dorsale del Nuvolau (a)
- Settore delle Cinque Torri (b)

## Cime
Le cime principali del gruppo sono:
- Averau - 2.647 m
- Gusela del Nuvolau (Gusela de Jou o Gusela de Noolou) - 2.595 m
- Nuvolau - 2.575 m
- Coston d'Averau - 2.518 m
- Sass de Stria - 2.477 m
- Cinque Torri - 2.361 m

## Rifugi
Il gruppo dispone di diversi rifugi alpini, tra cui i seguenti:
- Rifugio Nuvolau, 2.575 m  (cima del Nuvolau)
- Rifugio Averau, 2.413 m  (Forcella Nuvolau)
- Rifugio Cinque Torri 2.137 m  (sotto le Cinque Torri)
- Rifugio Scoiattoli, 2.255 m  (Monte de Potòr)